# Minuartia juniperina
Minuartia juniperina är en nejlikväxtart. Minuartia juniperina ingår i släktet nörlar, och familjen nejlikväxter.

## Underarter
Arten delas in i följande underarter:
- M. j. glandulifera
- M. j. juniperina
- M. j. kosaninii